# Ceratophyllus
Ceratophyllus är ett släkte av loppor. Ceratophyllus ingår i familjen fågelloppor.

## Dottertaxa tillCeratophyllus, i alfabetisk ordning[1]
- Ceratophyllus adustus
- Ceratophyllus affinis
- Ceratophyllus altus
- Ceratophyllus arcuegens
- Ceratophyllus avicitelli
- Ceratophyllus borealis
- Ceratophyllus breviprojectus
- Ceratophyllus calderwoodi
- Ceratophyllus caliotes
- Ceratophyllus celsus
- Ceratophyllus chasteli
- Ceratophyllus chutsaensis
- Ceratophyllus ciliatus
- Ceratophyllus coahuilensis
- Ceratophyllus columbae
- Ceratophyllus delichoni
- Ceratophyllus diffinis
- Ceratophyllus enefdeae
- Ceratophyllus farreni
- Ceratophyllus fionnus
- Ceratophyllus frigoris
- Ceratophyllus fringillae
- Ceratophyllus gallinae
- Ceratophyllus garei
- Ceratophyllus gilvus
- Ceratophyllus hagoromo
- Ceratophyllus hirundinis
- Ceratophyllus idius
- Ceratophyllus igii
- Ceratophyllus lari
- Ceratophyllus liae
- Ceratophyllus lunatus
- Ceratophyllus maculatus
- Ceratophyllus nanshanensis
- Ceratophyllus niger
- Ceratophyllus olsufjevi
- Ceratophyllus orites
- Ceratophyllus pelecani
- Ceratophyllus petrochelidoni
- Ceratophyllus phrillinae
- Ceratophyllus picatilis
- Ceratophyllus pullatus
- Ceratophyllus qinghaiensis
- Ceratophyllus rauschi
- Ceratophyllus rossittensis
- Ceratophyllus rusticus
- Ceratophyllus sclerapicalis
- Ceratophyllus scopulorum
- Ceratophyllus sinicus
- Ceratophyllus spinosus
- Ceratophyllus styx
- Ceratophyllus titicacensis
- Ceratophyllus tribulis
- Ceratophyllus vagabundus
- Ceratophyllus wui
- Ceratophyllus zhovtyi